# Leioproctus duplex
Leioproctus duplex är en biart som beskrevs av Michener 1989. Leioproctus duplex ingår i släktet Leioproctus och familjen korttungebin. Inga underarter finns listade i Catalogue of Life.